# DHV Odense
DHV Odense (danska: Dalum Hjallese Volleyballklub) är en volleybollklubb från Dalum och Hjallese socknar i Odense kommun, Danmark. Klubben grundades genom av sammanslagning av VK Hjallese og DHG volley. Som DHG Volley (Odense) har klubben vunnit danska mästerskapet för damer flera gånger och spelar fortfarande på elitnivå.
Föreningen arrangerar en ungdomsturnering för lag från norra Europa.